# Jason Mewes
Jason Edward Mewes (Highlands, New Jersey, 1974. június 12. –) amerikai színész. 
Jay megformálója a Kevin Smith által kitalált Jay és Néma Bob szereplők közül.

## Filmjei
- 2019. Jay és Néma Bob Reboot
- 2008. Fanboys
- 2008. Zack és Miri pornót forgat
- 2006. Mindhalálig buli
- 2006. Shop-stop 2.
- 2005. A dög
- 2002. R.S.V.P.
- 2002. Clerks: Sell Out
- 2001. Jay és Néma Bob visszavág
- 2000. Sikoly 3.
- 2000. Clerks: The Animated Series
- 1999. Dogma
- 1997. Képtelen képregény
- 1995. Shop-show
- 1994. Shop-stop